# Corry Evans
Corry Evans (Belfast, Irlanda del Norte, 30 de julio de 1990) es un futbolista norirlandés que juega de centrocampista en el Oldham Athletic A. F. C. de la National League. Es hermano menor del también futbolista Jonny Evans.

## Historia
Pero aunque su versatilidad ha sido uno de los principales atractivos del hermano menor de Jonny, el talentoso jugador emergente del primer equipo, Corry encajó y brilló como defensa central del equipo Reserva del United en la campaña 2008-09, en la que tuvo 22 apariciones con el equipo secundario de Ole Gunnar Solskjaer.
Este joven nacido en Belfast, quien se mudó a Inglaterra con su familia siguiendo a Jonny cuando éste ingresó al equipo Academia del United, ha seguido los pasos de su hermano en su desarrollo a través de las jerarquías juveniles de los
Rojos.
Corry firmó el contrato el 18 de agosto de 2009 y le dieron la camiseta número 31, antes de continuar su juego sólido en el segundo equipo de los Rojos y de dar el siguiente paso para lograr el reconocimiento internacional con Irlanda del Norte. Todavía no hace su debut en el primer equipo, pero entrena regularmente con los jugadores de la selección y ha sido nombrado en varias escuadras de primeros equipos.

## Selección nacional
Ha sido internacional con la selección de fútbol de Irlanda del Norte, ha jugado 72 partidos internacionales y ha anotado dos goles.

## Clubes
| Club                     | País       | Año       |
| ------------------------ | ---------- | --------- |
| Manchester United F. C.  | Inglaterra | 2010-2011 |
| Carlisle United F. C.    | Inglaterra | 2010      |
| Hull City A. F. C.       | Inglaterra | 2011-2013 |
| Blackburn Rovers F. C.   | Inglaterra | 2013-2021 |
| Sunderland A. F. C.      | Inglaterra | 2021-2024 |
| Bradford City A. F. C.   | Inglaterra | 2024-2025 |
| Oldham Athletic A. F. C. | Inglaterra | 2025-     |